# Kuchleria
Kuchleria is een geslacht van vlinders van de familie spanners (Geometridae).

## Soorten
- K. insignata Hausmann, 1994
- K. menadiara (Thierry-Mieg, 1893)